# Gmina Wasiłewo
Gmina Wasiłewo (mac. Општина Василево) – gmina wiejska w południowo-wschodniej Macedonii Północnej.
Graniczy z gminami: Berowo od północnego wschodu, Radowisz od północnego zachodu, Koncze od zachodu, Strumica od południa i Bosiłowo od południowego wschodu.
Skład etniczny
- 82,15% – Macedończycy
- 17,28% – Turcy
- 0,57% – pozostali

W skład gminy wchodzi:
- 18 wsi: Wasiłewo, Angełci, Warwarica, Wisoka Maała, Władewci, Gradoszorci, Dobroszinci, Dukatino, Edrenikowo, Kuszkulija, Niwiczino, Nowa Maała, Piperewo, Radiczewo, Sedlarci, Suszewo, Trebiczino, Czanaklija.